# Neoeromene
Neoeromene is een geslacht van vlinders van de familie grasmotten (Crambidae).

## Soorten
- N. felix Meyrick, 1931
- N. herstanella Schaus, 1922
- N. lutea Gaskin, 1989
- N. octavianella Zeller, 1877
- N. parvalis Walker, 1865
- N. parvipuncta Gaskin, 1986
- N. straminiella Zeller, 1877